# Az alkusz nem alkuszik
Az alkusz nem alkuszik (eredeti cím: Out on a Limb) 1992-ben bemutatott amerikai filmvígjáték, melyet Joshua és Daniel Goldin forgatókönyvéből Francis Veber rendezett. A főbb szerepekben Matthew Broderick, Jeffrey Jones, Heidi Kling, Courtney Peldon, Michael Monks és John C. Reilly látható. Ez volt az első film, amelyben Broderick és Jones együtt szerepeltek a hat évvel korábbi Meglógtam a Ferrarival óta. 
Az Amerikai Egyesült Államokban 1992. szeptember 4-én mutatta be a Universal Pictures. Magyarországon DVD-n jelent meg szinkronizálva.

## Cselekmény
Miss Clayton tanárnő megkérdezi a diákjait, milyen élményeik voltak a vakáció alatt. Marci arról számol be, hogy mostohaapját megölték, a bátyja pedig elvesztette a munkáját. Bár néhány osztálytársa nem hisz a kislánynak, ő mégis folytatja a történet elmesélését. Mostohaapjának, Peternek van egy ikertestvére, Matt, aki 15 év börtön után most szabadult. Egy Peter által elkövetett gyilkosságért ítélték el. Matt megtudta, hogy Peter egy kisváros polgármestere lett, és meg akarta zsarolni.
Bill Campbell, a fiatal, tehetséges üzletember, Marci bátyja egy pénzügyi cégnél dolgozik. Felbérelik egy vállalat megvásárlására és megállapodnak a 140 millió dolláros vételárban. Peter találkozik testvérével, aki 150 ezer dollárt követel. A vita után Matt megöli, majd felveszi Peter személyazonosságát. Marci gyanakodni kezd, felhívja a bátyját és segítséget kér tőle.
Amikor Campbell megérkezik a városba, egy autóstoppos, Sally éppen menekül a barátja elől. Sally nemsokára ellopja Bill autóját és meztelenül ott hagyja az úton. Később az erdőben találkozik Matt-tel, aki el akarja temetni a bátyját, de miután észreveszi Sallyt, meg akarja ölni a szemtanút. Mivel Matt erősen rövidlátó, Sally meg tud szökni előle. Matt otthagyja Peter temetetlen holttestét az erdőben. Két (állandóan) részeg testvér odakeveredik a helyszínre és behozza Péter holttestét a városba: meggyőződésük, hogy a férfi csak részeg, de életben van. Csak egy bárban derül ki, hogy Peter halott. A testvéreket letartóztatják. 
Matt elől menekülve Sally találkozik Bill-lel, aki segít neki elmenekülni a puskás gyilkos elől. A rendőrök felkeresik Peter házát, hogy értesítsék az özvegyét. Ott találkoznak Matt-tel és mivel Peternek adja ki magát, visszavonulnak. Matt túszul ejti bátyja egész családját és Sallyt. Először egy bankkönyvet szerez, és meg akarja ölni a túszokat. Bill meggyőzi, hogy egymillió dollárt átutalhatna a bankszámlájára. Felhívja a titkárnőjét, és utasítja egy nem létező cég részvényeinek eladására. 
Matt túszként magával viszi Sallyt és Billt a bankba. Amikor ott megtudja, hogy nem érkezett átutalás, kirabolja a bankot. Ezután Sallyt a csomagtartóba zárva elmenekül, Bill pedig egy másik autóban üldözi. Sally kiszabadítja magát, és átugrik Bill autójába. Matt szemüveg nélkül vezet, így az autója szakadékba zuhan.
Bill és Sally romantikus kapcsolatba kezdenek. Bill főnöke felhívja, hogy a megvásárolni kívánt vállalatot súlyosan túlértékelték. Gratulál Billnek, amiért elhalasztotta a vásárlást. Bill úgy dönt, a kisvárosban marad.

## Szereplők
| Szerep                             | Színész            | Magyar hang        |
| ---------------------------------- | ------------------ | ------------------ |
| Bill Campbell                      | Matthew Broderick  | Bor Zoltán         |
| Matt Skearns / Peter Van Der Haven | Jeffrey Jones      | Kristóf Tibor      |
| Sally                              | Heidi Kling        | Györgyi Anna       |
| Jim Jr.                            | John C. Reilly     | Faragó József      |
| Ann Campbell Van Der Haven         | Marian Mercer      | Mednyánszky Ági    |
| Darren rendőrtiszt                 | Larry Hankin       |                    |
| Mr. Buchenwald                     | David Margulies    | Kardos Gábor       |
| Marci Campbell, Bill húga          | Courtney Peldon    | Dögei Éva          |
| Jim Sr.                            | Michael Monks      | Berzsenyi Zoltán   |
| Larry rendőrtiszt                  | Andrew Benne       | Szűcs Sándor       |
| Virgil                             | Mickey Jones       | Szalai Imre        |
| Miss Clayton                       | Nancy Lenehan      | Menszátor Magdolna |
| Julius                             | Noah Craig Andrews |                    |
| Henry                              | Ben Diskin         | Simonyi Balázs     |
| Bob                                | Adam Wylie         | Szalay Csongor     |

## Fordítás
- Ez a szócikk részben vagy egészben  az   Out on a Limb (1992 film) című angol Wikipédia-szócikk fordításán alapul.  Az eredeti cikk szerkesztőit annak laptörténete sorolja fel. Ez a jelzés csupán a megfogalmazás eredetét és a szerzői jogokat jelzi, nem szolgál a cikkben szereplő információk forrásmegjelöléseként.
- Ez a szócikk részben vagy egészben  az   Ein Yuppie steht im Wald című német Wikipédia-szócikk fordításán alapul.  Az eredeti cikk szerkesztőit annak laptörténete sorolja fel. Ez a jelzés csupán a megfogalmazás eredetét és a szerzői jogokat jelzi, nem szolgál a cikkben szereplő információk forrásmegjelöléseként.